# Молла
Молла (от думата на арабски: مَوْلَى – господин, господар, повелител, на персийски: ملا; на турски: Molla, Мevlānā) е титла за длъжност, достойнство или професия, признавана на лице-познавач и служител на мюсюлманския култ.
Титлата е приложима към всяко духовно лице. Често титлата „молла“ означава просто имам, т.е. мюсюлмански свещеник, настоятел на джамия. Отначало така се наричат ръководителите на монашеските ордени в исляма и кадиите на големите градове. Впоследствие тази титла се дава само на почетните законоведи, познавачи на религиозната догматика и право. Моллата се приветства от вярващите – щом го забележат, те падат по очи с възгласи „О, велики молла“.
Обикновено моллата не участва в светското управление. В Иран обаче моллите стават основната сила на Ислямската революция от 1979 г., която избира за духовен и политически водач аятолах Хомейни. Подобно на Иран шиитите в Ирак се подчиняват не на племенни вождове, а на изтъкнати молли, като сина на Ал Садр, който е убит от Саддам Хусейн.